# Polistes atrimandibularis
Polistes atrimandibularis är en getingart som först beskrevs av Zimmermann 1930.  Polistes atrimandibularis ingår i släktet pappersgetingar, och familjen getingar. Inga underarter finns listade i Catalogue of Life.